# Moyencourt
Moyencourt is een gemeente in het Franse departement Somme (regio Hauts-de-France) en telt 292 inwoners (2004). De plaats maakt deel uit van het arrondissement Montdidier.

## Geografie
De oppervlakte van Moyencourt bedraagt 4,2 km², de bevolkingsdichtheid is 69,5 inwoners per km².
De onderstaande kaart toont de ligging van Moyencourt met de belangrijkste infrastructuur en aangrenzende gemeenten.

## Demografie
Onderstaande figuur toont het verloop van het inwonertal (bron: INSEE-tellingen).